# 埃爾德
埃爾德（匈牙利語：Érd；德語：Hanselbeck；克羅埃西亞語：Andzabeg）是位於匈牙利佩斯州的一個城市。考古證明，這里在5萬年前即有人居住。首次見於記載於1243年。